# ارچی فیلوز
ارچی فیلوز (انگلیسی: Archie Fellows؛ زادهٔ 1880) بازیکن فوتبال است.